# Carel Kraayenhof

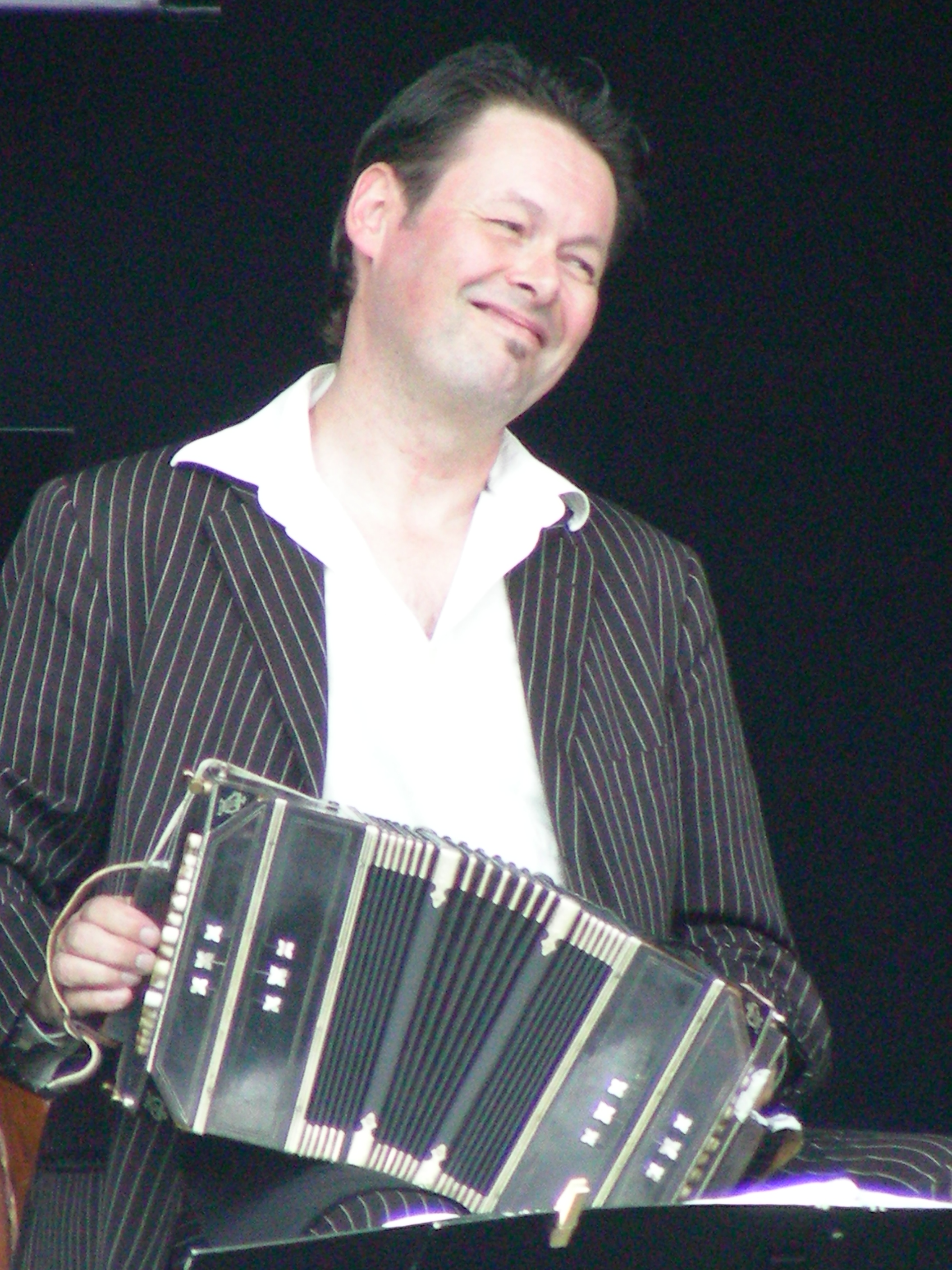
Carel Kraayenhof (2007)

Carel Kraayenhof (* 15. August 1958 in Aalst) ist ein niederländischer Bandoneonist, Komponist und Arrangeur, der den Tango Argentino in den Niederlanden wieder bekannt machte.

## Leben und Wirken
Kraayenhof lernte ab dem Alter von acht Jahren autodidaktisch Klavier,  interessierte sich aber bald mehr für das Akkordeon und die Concertina. 1983 lernte er das Bandoneon kennen und spezialisierte sich nach kurzer Zeit auf den Tango. Bald trat er mit seiner Band Tango Cuatro auf.
1987 lud Astor Piazolla Kraayenhof nach New York City ein, wo er am Broadway in dessen Musical Tango Apasionado auftrat. 1988 gründete er sein Sexteto Canyengue, mit dem er auf Einladung von Osvaldo Pugliese 1990 in Argentinien tourte. Nach einem Auftritt auf der Hochzeit des damaligen Kronprinzen Willem-Alexander in Amsterdam 2002 kam es zu Konzerten im Amsterdamer Concertgebouw und in Rotterdam. Sein Album Tango Royal (2003) erhielt den Edison Publikumspreis und festigte mit dem Folgealbum Street Tango (2005) seine Bekanntheit. Auf dem Album Guardians of the Clouds (2006) interpretierte er die Musik Ennio Morricones. Tango Heroes (2007) widmete er den Idolen Astor Piazolla und Osvaldo Pugliese. Weitere Alben wie Memorias de Cuba (2009), ¡Fuerza! (2012), Liberacíon (2014) oder Melancholy in the Polder (2024) folgten. Mit der Harfenistin Lavinia Meijer trat er im Duo auf (In Concert, 2015). Kristjan Järvi holte ihn zu seinen Konzerten. Weiterhin spielte er auf Alben von Youp van ’t Hek, Herman van Veen, André Hazes, Joshua Bell, Lucie Horsch sowie Bløf und trat mit Trijntje Oosterhuis und René Froger auf.
In den 1990er Jahren lehrte Kraayenhof als Hochschullehrer das Bandoneonspiel am Rotterdams Conservatorium und begründete dort die Fachgruppe Argentinischer Tango.

## Preise und Auszeichnungen
1993 erhielt das Sexteto Canyengue den Gouden Notekraker des Nederlandse Toonkunstenaarsbond in Anerkennung seiner Leistungen. 2002 wurde Kraayenhof vom niederländischen Tanzlehrerverband mit dem Gulden Vedel ausgezeichnet. 2012 wurde er zum Offizier im Orden von Oranien-Nassau ernannt. 2018 wurde er mit dem Edison-Oeuvre-Preis ausgezeichnet.